# Caja Prytz
Caja Prytz (27. november 1877 på Frederiksberg, død 14. december 1916 i København) var en dansk maler.
Prytz er elev af Julius Paulsen 1896-98 og af Otto Haslund 1898-1900, samt elev hos Lucien Simon og Jacques-Émile Blanche i Paris 1904.  										   
Caja Prytz malede portrætter, interiører og landskaber fra Danmark og  Italien. Hun malede også altertavler: Jesus helhreder en syg (1906, til Hou Kirke) og Den fortabte søns hjemkomst (1910-11, til Sjørring Kirke).

## Ekstern henvisning
- Caja Prytz på Kunstindeks Danmark/Weilbachs Kunstnerleksikon